# For Honor
For Honor est un jeu vidéo mêlant combat et MOBA développé par Ubisoft Montréal et édité par Ubisoft sur PlayStation 4, Xbox One et Microsoft Windows, disponible depuis le 14 février 2017.

## Synopsis
L'histoire de For Honor se déroule dans un monde médiéval, sur une terre partagée par trois factions : les Chevaliers, les Vikings et les Samouraïs. Après qu'une catastrophe naturelle a dressé les guerriers les plus redoutables les uns contre les autres dans une lutte pour les ressources et les territoires, la sanguinaire belliciste Apollyon pense que les peuples Chevaliers, Vikings et Samouraïs sont devenus faibles et souhaite créer une ère de guerre totale en manipulant chaque faction. Il est donc possible d’incarner des personnages de chaque faction qui sont présentés au fur et à mesure que les événements se déroulent et que les batailles sont menées, alors qu'Apollyon s'efforce d'allumer des étincelles pour propager le feu du conflit continuel entre la Légion, la Grande Horde et les Élus du Bourbier. Dans un DLC ultérieur, les Wu Lin, basés sur la culture chinoise, ont été ajoutés, tandis que l'histoire du jeu relie les Romains combattant pour la Légion à une faction romaine qui elle n’est pas explicitement présente dans le jeu mais incorporée aux Chevaliers.

### Intrigue
La belliciste Apollyon prend le contrôle des chevaliers de la Légion d’Obsidienne après avoir assassiné ses rivaux, qui se battent pour le peuple du pays d'Ashfeld, ce qui lui permet de semer les graines d'une guerre perpétuelle et de créer des hommes plus forts pour régner sur les faibles. Lorsque la Légion d’Obsidienne tente de traduire en justice un seigneur déshonorant devenu mercenaire, Hervis Daubény, son second, connu sous le nom de Sentinelle, aide à arrêter le siège de l’Obsidienne et combat leur champion, Ademar. Après avoir l’avoir vaincu, la Sentinelle est faite chevalier de la Légion par Holden Cross, le lieutenant d'Apollyon, et part avec lui. Au cours de son séjour dans l'armée d'Apollyon, la Sentinelle est envoyée en tant que renfort à la Légion de Fer commandée par Stone pour participer à la défense du sanctuaire d’Harrowgate contre les envahisseurs vikings, qui s’est soldée par une victoire écrasante de la Légion et la mort de la cheffe viking aux commandes des forces assaillantes. Puis Apollyon et ses guerriers, dont Holden Cross, la Sentinelle, et ses lieutenants Stone et Mercy, attaquent leurs colonies et mettent à sac leurs forteresses dans le nord du pays de Valkenheim, ne laissant que suffisamment de nourriture et de provisions pour se battre, et épargnant ceux qui se battraient volontiers pour ces miettes ou qui sont assez forts pour le faire.
Par la suite, à Valkenheim, les clans vikings se battent entre eux, s'entretuant pour les maigres restes laissés par Apollyon. Cela persiste jusqu'à ce qu'un puissant guerrier connu sous le nom de Hersir descende des montagnes et commence à unir les guerriers des différents clans sous la bannière de la Grande Horde, aux côtés de son ami le Jarl Stigandr, de la guerrière Valkyrie Runa et du Berserker Helvar, d'abord en tuant le pillard Ragnar, qui vole le peu qu'il reste à ceux qui ne peuvent pas se nourrir, puis Siv l'Impitoyable, qui cherche à conquérir et à piller son propre peuple. Après avoir tué ses rivaux, l'armée du Hersir, qui grandit rapidement, reprend une place forte de la Grande Horde aux chevaliers de l'armée d'Apollyon, puis se rend sur les terres du Bourbier pour envahir l'Empire de l’Aube des Élus, un groupe de puissants samouraïs, afin de réapprovisionner et de nourrir leur peuple. Le Hersir mène alors l'assaut contre les Samouraïs, tue le général des Samouraïs, Tozen, et oblige les Samouraïs à se replier dans leur plus grande ville. Dans ce chaos, Apollyon tue le souverain de l'Empire de l'Aube et ses daimyōs qui refusent de se battre.
Un guerrier Orochi connu comme étant le Champion de l'Empereur, le plus fort et le plus redoutable guerrier de l'Empire de l'Aube se rajoute à la longue liste de protagonistes. Le champion a été emprisonné pour avoir parlé à tort et à travers et a été libéré lors du chaos du raid viking. L'Orochi aide à repousser les Vikings, mais ne parvient pas à empêcher Apollyon d'assassiner la famille impériale, forçant les daimyōs à se battre les uns contre les autres pour obtenir le titre suprême d'empereur de l'Empire de l'Aube. Après avoir appris la dévastation causée par le raid viking, l'Orochi, son compagnon samouraï Ayu, le Shugoki Okuma et la Nobushi Momiji tentent de réunir les daimyōs sous une même bannière, en utilisant Apollyon comme ennemi commun contre lequel se rallier. Le Champion de l'Empereur infiltre le palais de l'Empereur avec Momiji et affronte Seijuro, le daimyō qui a accepté l'offre d'Apollyon de devenir Empereur. Après avoir vaincu Seijuro, le champion le convainc de se joindre à lui contre Apollyon. C'est aussi là que le Champion de l'Empereur apprend qu'Apollyon manipule les différentes factions et qu'il décide de rassembler des alliés pour l’arrêter, en envahissant Ashfeld pour attaquer la Forteresse d’Obsidienne. Au cours d'une mission de reconnaissance avec Momiji, l'Orochi rencontre la Sentinelle, qui dirige maintenant la Légion de Fer qui s’est rebellée contre Apollyon avec Holden Cross, Stone et Mercy à ses côtés. Après s’être affrontés, ils se rendent tous deux compte qu'ils sont en réalité alliés face à un ennemi commun. Les deux armées assiègent la forteresse sur deux fronts, l’Orochi partant à la recherche d'Apollyon pour l’empêcher de fuir. Après l’avoir trouvée, l'Orochi se bat avec elle et parvient à la vaincre, mais avant de lui asséner le coup fatal, elle lui révèle  son plan pour faire perdurer une guerre éternelle afin d’éliminer les faibles et créer les hommes les plus forts, les rendant toujours plus assoiffés de sang. Malgré sa mort, Apollyon a obtenu ce qu'elle voulait : une ère de loups assoiffés de sang.
Dans la foulée, les armées des trois factions attaquant la forteresse d’Obsidienne, Chevaliers, Samouraïs et Vikings se confondent, et se retournent les unes contre les autres, entraînant une guerre qui durera sept ans. Conscient de la futilité de la guerre, la Sentinelle, désormais chef de la Légion de Fer, envoie Holden Cross rencontrer le Jarl des Vikings, Stigandr, et le samouraï Ayu. Bien que tous les trois réalisent qu’une perspective de paix soit peut-être futile, ils sont tous d'accord pour dire qu’elle vaut la peine d'être défendue et que les efforts déployés pour y parvenir feront l'objet d'un récit légendaire et inoubliable.

## Système de jeu
For Honor est un jeu vidéo avec une vue à la troisième personne possédant différents modes de jeu multijoueur en ligne allant de la capture d'objectif avec le mode principal du jeu Dominion où deux équipes de 4 joueurs se battent pour prendre le contrôle de 3 zones rapportant chacune des points, et où l’objectif est d’en accumuler suffisamment afin de mettre ses adversaires en déroute et de tous les éliminer. En passant par des modes match à mort par équipe comme l’Élimination consistant en deux équipes de 4 joueurs disposés en situation de 1c1 où la première équipe à remporter 3 manches gagne, ou encore l’Escarmouche qui combine le système de points de la Dominion à l’archétype de carte réduite de l’Élimination où les points sont obtenus en éliminant ses adversaires, pour remporter la partie il faut atteindre suffisamment de points pour mettre ses adversaires en déroute et tous les éliminer et le Tribut qui est un mode où deux équipes de 4 joueurs se disputent trois offrandes à récupérer et placer sur leur autel respectif qui octroie un bonus à l'équipe, l'équipe ayant les 3 offrandes à la fin de la partie remporte la victoire. Ainsi qu'un mode Duel, un face à face où seuls vos talents de guerrier comptent et le premier à 3 manches remporte la partie; la Rixe, un 2c2 où la première équipe à 3 manches remporte la partie. Enfin, depuis le DLC Marching Fire la Brèche est disponible, c’est un mode où l'équipe attaquante doit escorter un bélier, enfoncer des portes, et éliminer le Commandant adverse et où l'équipe défensive doit protéger sa muraille ainsi que le Commandant en réalisant des objectifs secondaires en parallèle. Le joueur peut y incarner un guerrier de n'importe quelle faction et affronter d'autres joueurs dans des combats à mort en groupe de maximum 4 joueurs en matchmaking, et de maximum 8 joueurs en partie personnalisée.
Le jeu inclut un système de combat très tactique rendant le jeu simple à prendre en main mais complexe à maîtriser. En effet, chaque joueur doit réussir à alterner entre 3 positions (haut, gauche et droite) afin de pouvoir attaquer et parer les éventuelles attaques des adversaires. Il y a aussi la technique de la brise-garde qui ne peut pas être bloquée mais au contraire doit être contre-brise-garde. De plus, chacun des 36 héros possède statistiques, attaques et combos différents, offrant une grande diversité d'actions possibles lors des combats, ainsi des coups imblocables, inesquivables ou des "bashs" qui ne peuvent pas être bloqués et doivent être esquivés rajoutent de la profondeur au jeu.
For Honor possède 31 cartes représentant des lieux de batailles dans de différents lieux regroupés par faction.

### Factions
Le jeu possède initialement trois différentes factions : les Samouraïs, les Vikings et les Chevaliers. Depuis la sortie de l'extension Marching Fire, une quatrième faction a été ajoutée, celle des guerriers chinois, les Wu Lin. Une dernière faction a fait son apparition, les Voyageurs avec cinq personnages à son actif.

#### Samouraïs
Les Samouraïs du Bourbier sont un peuple venant d'une contrée lointaine de l'autre côté de l'océan. Après plus d'un millénaire, cette nation nomade a cessé d'errer pour fonder un empire près des terres Vikings et des régions revendiquées par les Chevaliers.
Cette faction est composée de 9 héros :
- Le Kensei (Gardien) : Il manie le nodachi (long sabre à deux mains).
- Le Shugoki (Tank) : Il manie le kanabō.
- L'Orochi (Assassin) : Il manie le katana.
- La Nobushi (Hybride) : Elle manie le naginata (sorte de lance japonaise).
- Le Shinobi (Assassin) : Il manie une paire de kamas (faucille de combat relié à une chaîne).
- L'Aramusha (Hybride) : Il manie deux wakizashi.
- L'Hitokiri (Tank) : Elle manie le masakari (une hache de bourreau à deux tranchants).
- Le Kyoshin (Hybride) : Il manie le shikomizue.
- Le Sohei (Tank) : Il manie 7 armes différentes, le kamayari, le hizuchi, le kama, le nokogiri, le tetsubō, le sasumata, et le wakizashi.

#### Vikings
Les Vikings sont un peuple qui fut soumis par les Chevaliers. Après un long séjour au-delà des mers, ils revinrent en masse avec pour objectif de reprendre leur ancestrale terre du Nord : Valkenheim. Désormais des centaines de clans vikings coexistent dans la toundra gelée, dans une paix relative que certains qualifient d'éternelle guerre civile .
Cette faction est composée de 8 héros :
- Le Hersir (Gardien) : Il manie une longue hache à deux mains.
- Le Jarl (Tank) : Il manie l'épée, en plus d'une rondache.
- Le Berserker (Assassin) : Il manie deux haches.
- La Valkyrie (Hybride) : Elle manie la lance et une targe.
- La Shaman (Assassin) : Elle manie un kukri et une hachette.
- Le Highlander (Hybride) : Il manie une claymore (gigantesque épée à deux mains).
- Le Jormungandr (Tank) : Elle manie le hamarr de guerre au poing (un marteau de guerre).
- La Garde varègue (Tank) : Elle manie la hache longue ainsi qu'un bouclier normand.

#### Chevaliers
Les Chevaliers ou Chevaliers d'Ashfeld ont connu le chaos durant de nombreux siècles. À la genèse de leur histoire on ne trouvait que des seigneurs corrompus et des mercenaires en maraude. Mais bien plus tard, contraints au rassemblement par Apollyon, tous furent regroupés sous une seule et unique bannière : La Légion d'Obsidienne.
Cette faction est composée de 9 héros :
- La Sentinelle (Gardien) : Il manie l'épée longue.
- Le Fléau (Tank) : Il manie, comme son nom l'indique, le fléau d'armes, en plus d'un écu.
- La Spadassin (Assassin) : Elle manie l'épée courte et la dague.
- L’Émissaire (Hybride) : Il manie la hache d'arme
- Le Centurion (Hybride) : Il manie le glaive romain.
- Le Gladiateur (Assassin) : Il manie le trident, en plus d’une bocle.
- Le Victimaire (Tank) : Il manie l'épée courte en plus d'un écu long.
- La Belliciste (Gardien) : Elle manie la flamberge (épée longue à deux mains) en plus de griffes.
- Le Griffon (Hybride) : Il manie une bardiche.

#### Wu Lin
Les Wu Lin sont des guerriers venus du lointain empire du milieu en quête de combats, de vengeance et autres motivations personnelles.
Cette faction est composée de 5 héros :
- Le Tiandi (Gardien) : Il manie le dao (sabre).
- La Nuxia (Assassin) : Elle manie une paire de crochets du tigre (Shuang Gou).
- Le Jiang Jun (Tank) : Il manie le guandao (en) (hallebarde chinoise).
- Le Shaolin (Hybride) : Il manie le bō (bâton droit).
- Le Zhanhu (Hybride) : Il manie le changdao (en) (longue épée droite).

### Les Voyageurs
Les Voyageurs sont des aventuriers éloignés de leur nation d'origine sans liens culturels entre eux, ils se battent pour leurs propres intérêts. 
Cette faction est composée de 5 héros :
- La Pirate (Hybride) : Elle manie le sabre ainsi qu'un pistolet à poudre.
- Le Medjaÿ (Hybride) : Il manie un bâton-hache à deux éventails égyptien.
- La Afeera (Hybride) : Elle manie le morgenstern ainsi qu'un bouclier.
- L'Ocelotl (Hybride) : Il manie le macuahuitl et un tepoztopilli.
- La Khatun (Assassin) : Elle manie deux sabres turco-mongols.
- La Virtuosa (Hybride): Elle manie une rapière italienne.

## Développement
Le jeu est annoncé au cours de l'E3 2015 et fera partie des jeux les plus attendus de ce salon. Il sera suivi d'une version alpha fermée qui s'est déroulée du 15 au 18 septembre 2016 permettant à tous les joueurs inscrits de tester 3 des 5 modes multijoueurs disponible dans le jeu final. Une bêta ouverte fait ensuite son entrée du 9 au 12 février, soit quelques jours avant la sortie du jeu final, et rassemble 2 millions de joueurs toutes plateformes confondues. Cependant, For Honor demande une connexion internet puissante pour pouvoir jouer, ne permettant pas aux joueurs ayant une connexion instable de jouer au jeu. Ce problème sera réglé plus tard par le studio en mettant en place des serveurs dédiés.

### Contenus téléchargeables et mises à jour
| Nom de la saison    | Nouveautés majeures                                               | Cartes ajoutées                 |
| ------------------- | ----------------------------------------------------------------- | ------------------------------- |
| 2. Shadow and Might | Centurion et Shinobi                                              | Forge et Jardin du Temple       |
| 3. Grudge and Glory | Highlander et Gladiateur                                          | Village Vicking et La Vigie     |
| 4. Order and Havoc  | Aramusha et Shaman                                                | Le Marché et L'épreuve de Force |
| 5. Ages of Wolves   | Saison dédiée au rééquilibrage                                    | Pas de nouvelle carte           |
| 6. Hero's March     | Rééquilibrage : Spadassin et Orochi                               | Tête de pont                    |
| 7. Storm and Fury   | Rééquilibrage : Sentinelle et Valkyrie                            | Donjon Isolé                    |
| 8. Marching Fire    | Shaolin, Tiandi, Jiang Jun et Nuxia                               | Ajout du mode brèche            |
| 9. Vortiger         | Victimaire                                                        | Le Port                         |
| 10. Sakura          | Hitokiri                                                          | Canopée                         |
| 11. Hulda           | Jörmungand                                                        | Bastion de Storr                |
| 12. Sun Da          | Zhanhu                                                            | Passage de Qiang                |
| 13. Hope            | Saison dédiée au rééquilibrage                                    | Pas de nouvelle carte           |
| 14. Tyranny         | Belliciste, CCU (Core Combat Update) et rééquilibrage : Centurion | Pas de nouvelle carte           |
| 15. Resistance      | Saison dédiée à l’amélioration des cartes                         | Le Belvédère                    |
| 16. Mayhem          | Griffon et prise en charge de la next-gen                         | Pas de nouvelle carte           |
| 17. Asunder         | Saison dédiée au rééquilibrage                                    | Pas de nouvelle carte           |
| 18. Mirage          | Kyoshin                                                           | Pas de nouvelle carte           |
| 19. Tempest         | Refonte de la renommée en Dominion                                | Pas de nouvelle carte           |
| 20. Frozen Shores   | Pirate et rééquilibrage : Shinobi                                 | Pas de nouvelle carte           |

## Accueil
- Canard PC : 8/10[37]
- Jeuxvideo.com : 16/20[38]
- Gamekult : 8/10[39]